# Steenvoordebeek
Steenvoordebeek är ett vattendrag i Belgien, på gränsen till Frankrike. Det ligger i den västra delen av landet, 120 km väster om huvudstaden Bryssel.
Trakten runt Steenvoordebeek består till största delen av jordbruksmark. Runt Steenvoordebeek är det ganska tätbefolkat, med 160 invånare per kvadratkilometer.